# Geraldo dos Santos
Geraldo dos Santos (Timbaúba, 11 juni 1962 – Los Angeles, 29 juli 2021) voetbalnaam Zizinho, was een Braziliaans voetballer die het grootste deel van zijn carrière speelde in de Mexicaanse voetbalcompetitie.

## Carrière
Zizinho kwam in 1980 naar Mexico om voor Club América te gaan spelen. In 1982 vertrok hij naar Club León om een jaar later weer terug te keren bij Club América. Weer een jaar later vertrok hij naar Necaxa, waarna hij in 1986 het veldvoetbal verruilde voor zaalvoetbal en ging voetballen bij het Amerikaanse Los Angeles Lazers. Van 1993 tot 2000 speelde Zizinho bij het zaalvoetbalteam Monterrey La Raza, waarna hij nog een seizoen op het veld uitkwam voor Club León.

## Persoonlijk leven
Zizinho had drie zonen, Éder (geboren in 1984), Giovani (1989) en Jonathan (1990), die eveneens voetballer zijn. Alle drie komen uit voor het nationale elftal van Mexico. Hij overleed op 59-jarige leeftijd aan de gevolgen van COVID-19.